# Marcellus (Lot-et-Garonne)
Marcellus település Franciaországban, Lot-et-Garonne megyében. Lakosainak száma 874 fő (2022. január 1.). Marcellus Couthures-sur-Garonne, Cocumont, Gaujac, Meilhan-sur-Garonne és Montpouillan községekkel határos.

## Népesség
A település népességének változása:
| Lakosok száma | 617  | 570  | 692  | 755  | 828  | 852  | 863  | 856  | 857  | 874  |
|               | 1968 | 1982 | 1990 | 2006 | 2013 | 2015 | 2017 | 2019 | 2020 | 2022 |